# Mulheres Negras
Mulheres Negras é uma canção da cantora e compositor brasileira Yzalú. A música foi lançada com o recém-lançado álbum Minha Bossa É Treta. A música relata a realidade da violência contra as mulheres e também conta com a participação do rapper Eduardo, ex-integrante do grupo paulista de hip hop, Facção Central.
A canção se tornou um símbolo do feminismo no Brasil.
Em março de 2016, Yzalú foi convidada para se apresentar no estúdio de gravação Som Livre, onde ela cantou a música em estilo de música acústica.

## Faixas e formatos
| Download digital |                                 |         |  |
| N.º              | Título                          | Duração |  |
| 1.               | "Mulheres Negras" (com Eduardo) | 3:42    |  |

## Lançamento
| País  | Data                | Formato     | Gravadora                   |
| ----- | ------------------- | ----------- | --------------------------- |
| Mundo | 31 de março de 2016 | Video-clipe | Som Livre (Versão acústica) |